# Messen
Messen is een gemeente en plaats in het Zwitserse kanton Solothurn en maakt deel uit van het district Bucheggberg.
Messen telt 1021 inwoners.
Op 2 januari 2010 werden de gemeenten Balm bei Messen, Brunnenthal en Oberramsern opgenomen in de gemeente Messen.

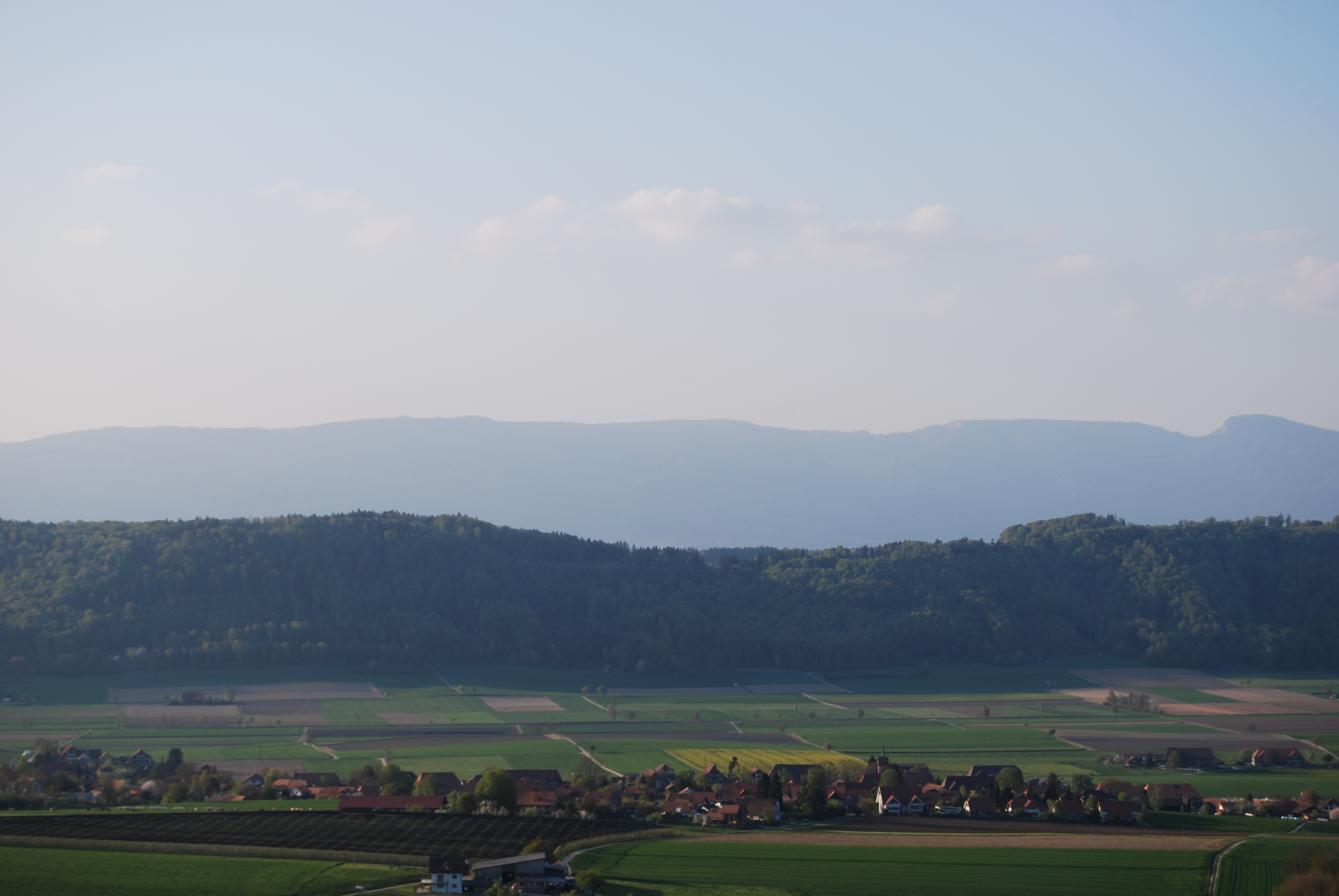
Messen